# Mycena austroavenacea
Mycena austroavenacea är en svampart som beskrevs av Singer 1969. Mycena austroavenacea ingår i släktet Mycena och familjen Mycenaceae.   Inga underarter finns listade i Catalogue of Life.